# Erzähl mir vom Süden
Erzähl mir vom Süden ist ein literarischer Reiseführer durch Südfrankreich von Manfred Hammes. Das 2005 beim Wunderhorn Verlag in Heidelberg erschienene Buch wurde von ARTE als Buch des Monats ausgezeichnet.

## Inhalt
Einer der inhaltlichen Schwerpunkte ist die deutsche Exilliteratur in Sanary-sur-Mer und Marseille, unter anderen Heinrich und Thomas Mann, Stefan und Arnold Zweig, Franz Werfel, Bertolt Brecht, Anna Seghers, Erich Noth, Emil Julius Gumbel, Lion und Marta Feuchtwanger, Hermann Kesten, René Schickele und Ludwig Marcuse.
Darüber hinaus geht es um Gelegenheits- und Briefeschreiber anderer Epochen: Im Midi schrieb der Marquis de Sade literarische Texte, van Gogh schrieb Briefe an Gauguin, Cézanne an Zola, die Marquise von Sévigné ihre berühmten Briefe. In dem Buch wird von Menschen berichtet, die es aus Vorliebe, aus persönlichen oder politischen Gründen in diese Gegend verschlagen hat, die hier geboren, gestorben sind, die heute noch hier leben. Zudem enthält es Empfehlungen, beispielsweise Hinweise auf Restaurants, Museen oder andere, wenig bekannte, sehenswerte Orte.
Auf unterhaltsame Weise schlägt der Autor dabei den Bogen vom Boulespiel über die Katharer bis zu Stierkampf und Sprachautonomie. Die Reise führt durchs Rhonetal, über Nîmes, Montpellier, Carcassonne an die spanische Grenze. Von Marseille geht der Weg entlang der Côte d’Azur, über die Haute Provence zurück nach Aix, Arles und Avignon.
Das Buch, das auf 450 Seiten rund 300 Abbildungen enthält, hat einen ausführlichen Anhang mit Museums-, Personen- und Ortsregister und Bibliographie. 
Die zweite Auflage erschien 2008. 2012 wurde auf Basis des Buches eine Dokumentation im französischen Fernsehen gesendet: Les Mots à la Bouche / Aus Schreibstube und Suppentopf, ein Filmprojekt mit literarisch-kulinarischen Spaziergängen durch den Süden Frankreichs unter Mitwirkung u. a. von Ysabelle Lacamp, Birgit Vanderbeke, Frédéric Jacques Temple und dem Koch Jérôme Nutile.